# Saint-Joseph (Loara)

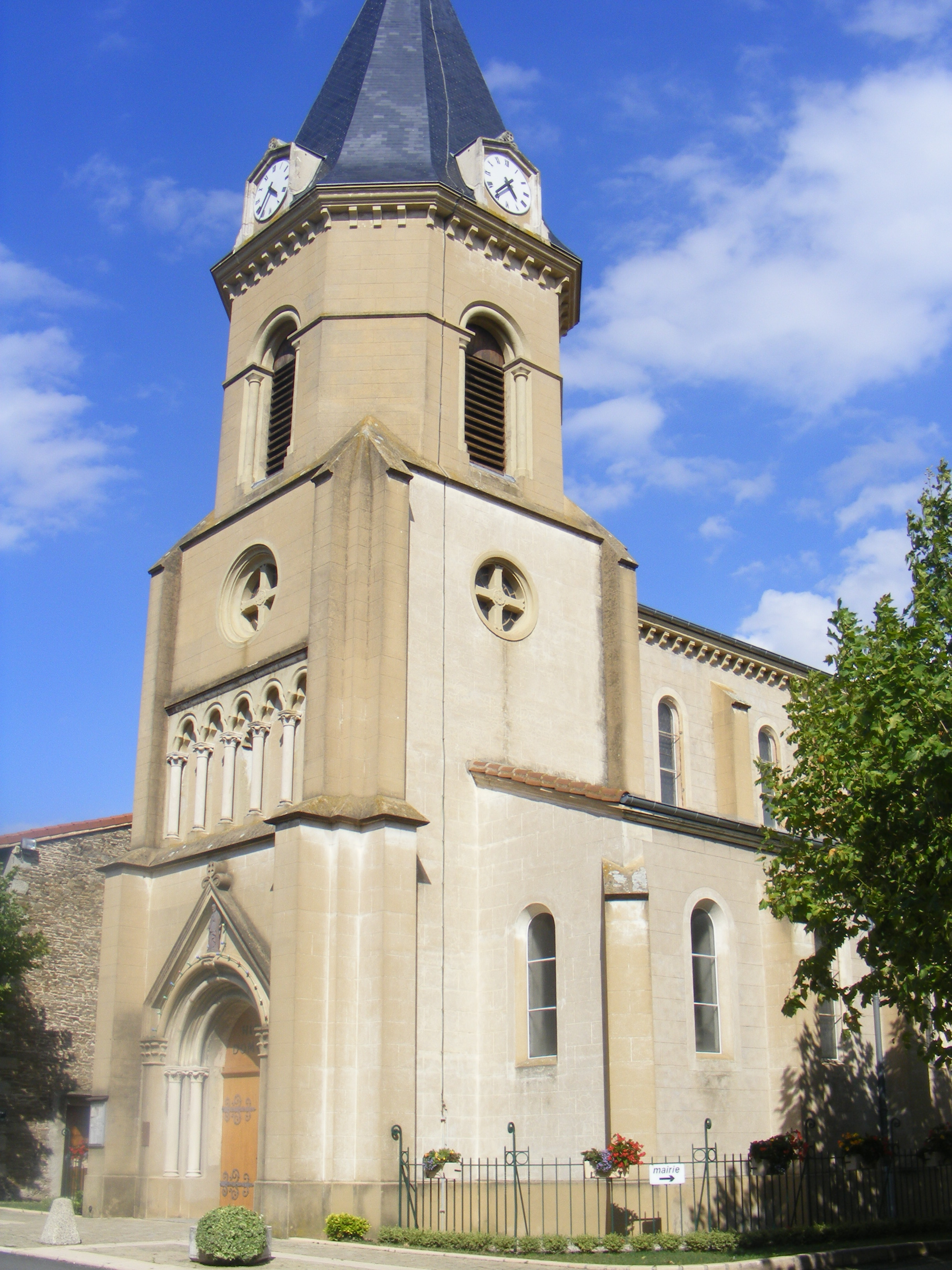
Kościół w Saint-Joseph, 2009

Saint-Joseph – miejscowość i gmina we Francji, w regionie Owernia-Rodan-Alpy, w departamencie Loara.
Według danych na rok 1990 gminę zamieszkiwało 1414 osób, a gęstość zaludnienia wynosiła 176 osób/km² (wśród 2880 gmin regionu Rodan-Alpy Saint-Joseph plasuje się na 597. miejscu pod względem liczby ludności, natomiast pod względem powierzchni na miejscu 1278.).